# Comin' Right at Ya
| Recensione       | Giudizio |
| ---------------- | -------- |
| AllMusic         | [ 1 ]    |
| Robert Christgau | A-       |

Comin' Right at Ya è il primo album discografico del gruppo musicale statunitense Asleep at the Wheel, pubblicato dalla casa discografica United Artists Records nel 1973.

## Tracce

### LP
Lato A
1. Take Me Back to Tulsa – 3:34 (Bob Wills, Tommy Duncan)
2. Daddy's Advice – 2:24 (Leroy Preston)
3. Before You Stopped Loving Me – 3:25 (Leroy Preston)
4. Drivin' Nails in My Coffin – 3:20 (Jerry Irby)
5. I'll Never Get Out of This World Alive – 2:44 (Hank Williams, Fred Rose)
6. Space Buggy – 2:35 (James Haber, Reuben Gosfield, Leroy Preston)

Lato B
1. Cherokee Boogie – 3:20 (Moon Mullican, Chief William Redbird)
2. Hillbilly Nut – 2:30 (Leroy Preston)
3. Your Down Home Is Uptown – 2:23 (Ray Benson, Kevin Blackie Farrell,)
4. I'm the Fool (Who Told You to Go) – 2:24 (Leroy Preston)
5. I've Been Everywhere – 2:44 (Geoff Mack)
6. The Son Shines Down on Me – 3:59 (Larry Lee)

## Formazione
- Ray Benson - voce, chitarra solista
- Reuben Lucky O Gosfield - chitarra pedal steel, chitarra lap steel
- Chris O'Connell - voce, chitarra ritmica
- Floyd Domino - piano, organo
- Gene Dobkin - voce, contrabbasso, basso fender
- Leroy Preston - voce, batteria

Ospiti
- Johnny Gimble - fiddle, mandolino elettrico, chitarra ritmica
- Buddy Spicher - fiddle
- Andy Stein - fiddle

Note aggiuntive
- Tommy Allsup - produttore
- Registrazioni effettuate al Mercury Custom Studios di Nashville, Tennessee (Stati Uniti)
- Tom Sparkman - ingegnere delle registrazioni
- Asleep at the Wheel e Tommy Allsup - arrangiamenti
- Jim Marshall - fotografia (gruppo)
- Lloyd Ziff - design album originale
- Mike Salisbury - art direction
- Ringraziamento speciale a: Joe, Bonnie, Ralph, Ray, Daniel, Kelso, Nick, Richard, Commander Cody and His Lost Planet Airmen, The Sportsman Club (in Paw Paw, West Virginia)[3]